# Miss Sarajevo
"Miss Sarajevo" é uma canção da banda irlandesa de rock U2 lançada como único single do álbum Original Soundtracks 1 de 1995, que teve a participação de Brian Eno, sob o pseudônimo Passengers. Luciano Pavarotti aparece como convidado fazendo um vocal ao estilo ópera solo. A canção também aparece na compilação The Best of 1990-2000, e o cantor George Michael regravou a música para seu álbum Songs from the Last Century. Apesar da canção não ter chegado as paradas da Billboard Hot 100, ela chegou a posição #6 no UK Singles Chart e também fez sucesso na Europa. Bono disse uma vez que "Miss Sarajevo" é uma das suas canções favoritas lançadas pelo U2.. A canção foi feita em homenagem a um concurso de beleza ocorrido durante o Cerco de Sarajevo, concurso esse que queria expor à comunidade internacional que acompanhava a Guerra da Bósnia a capacidade de resistência dos moradores da capital sitiada.

## Lista de faixas
Todas as músicas compostas por Passengers (Brian Eno, Bono, Adam Clayton, The Edge, Larry Mullen, Jr.), exceto "One" (letras de Bono, melodia por U2).
| CD maxi |                                                               |         |  |
| N.º     | Título                                                        | Duração |  |
| 1.      | "Miss Sarajevo (Single Edit)" (feat. Luciano Pavarotti)       | 5:19    |  |
| 2.      | "One" (Ao vivo de Módena)                                     | 5:38    |  |
| 3.      | "Bottoms (Watashitachi no Ookina Yume)" ((Zoo Station Remix)) | 4:11    |  |
| 4.      | "Viva Davidoff"                                               | 4:29    |  |

| 7" vinil, CD single |                                                         |         |  |
| N.º                 | Título                                                  | Duração |  |
| 1.                  | "Miss Sarajevo (Single Edit)" (feat. Luciano Pavarotti) | 5:19    |  |
| 2.                  | "One" (Ao vivo de Módena)                               | 5:38    |  |

## Paradas musicais
| País/Paradas (1995–96)                | Melhor posição |
| ------------------------------------- | -------------- |
| Alemanha (Offizielle Deutsche Charts) | 11             |
| Austrália (ARIA)                      | 7              |
| Áustria (Ö3 Austria Top 75)           | 22             |
| Bélgica (Ultratop 50 de Flandres)     | 5              |
| Bélgica (Ultratop 50 da Valônia)      | 3              |
| Canadá (RPM Top Singles)              | 46             |
| Canadá (RPM Adult Contemporary)       | 34             |
| Europa (Eurochart Hot 100)            | 5              |
| Finlândia (Suomen virallinen lista)   | 5              |
| França (SNEP)                         | 8              |
| Irlanda (Irish Singles Chart)         | 4              |
| Itália (Musica e dischi)              | 3              |
| Países Baixos (Dutch Top 40)          | 5              |
| Países Baixos (Single Top 100)        | 5              |
| Nova Zelândia (Recorded Music NZ)     | 23             |
| Noruega (VG-lista)                    | 10             |
| Reino Unido (UK Singles Chart)        | 6              |
| Suécia (Sverigetopplistan)            | 35             |
| Suíça (Schweizer Hitparade)           | 10             |